# Bavia sexpunctata
Bavia sexpunctata är en spindelart som först beskrevs av Carl Ludwig Doleschall 1859.  Bavia sexpunctata ingår i släktet Bavia och familjen hoppspindlar. Inga underarter finns listade.

## Bildgalleri

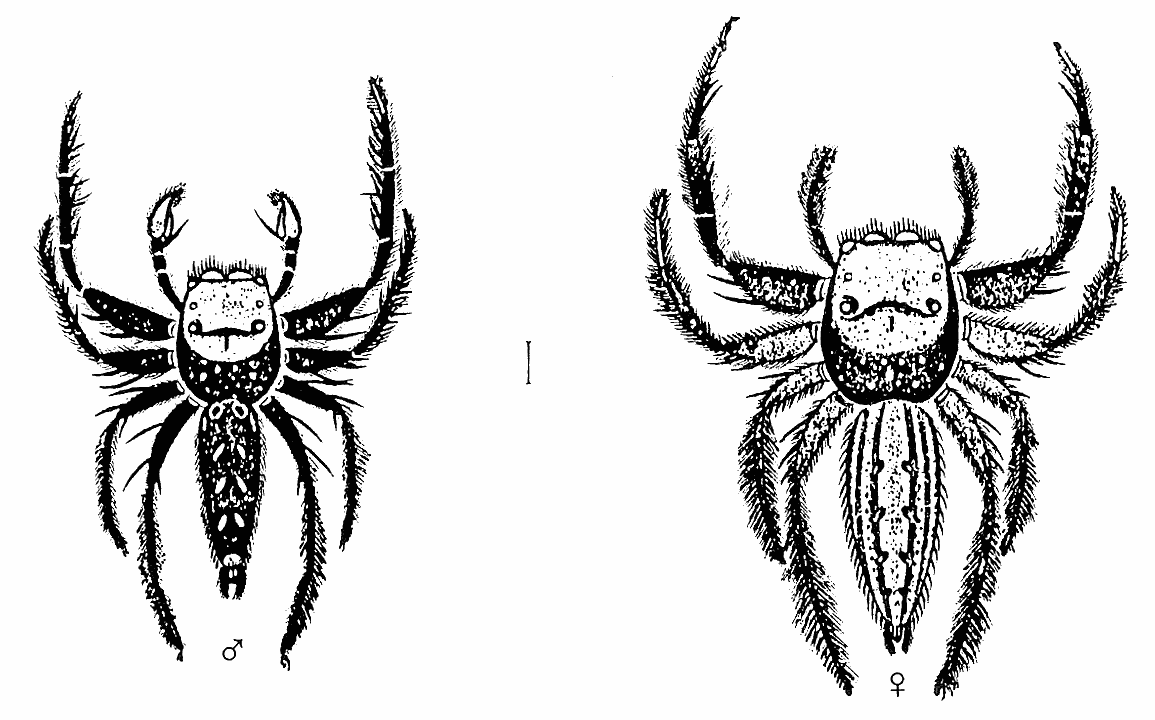
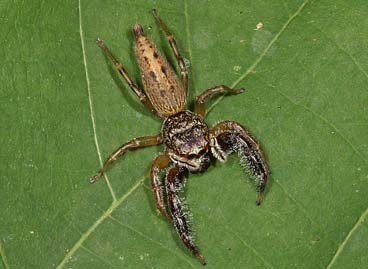